# Stronghold 3
Stronghold 3 è uno dei giochi della serie di videogiochi di strategia in tempo reale iniziata con Stronghold. Il gioco è in esclusiva per PC ed è sviluppato da Firefly Studios e pubblicato da SouthPeak Games. Il gioco è il sesto della serie dopo diversi spin-off. È il seguito diretto di Stronghold, pubblicato nel 2001, e Stronghold 2 pubblicato nel 2005. A differenza dei precedenti titoli della serie che sono stati pubblicati da Take-Two Interactive, questo è stato pubblicato da SouthPeak Games che ha pubblicato Stronghold Crusader Extreme nel 2008, il remake di Stronghold: Crusader.

## Trama
Dopo dieci anni dalla sua presunta morte, il Lupo ritorna più furioso che mai. Tra gli alleati del Lupo spuntano i 3 figli del Ratto, il Maiale (sopravvissuto misteriosamente), gli eredi del Serpente ed, infine, lo Sciacallo. Quest'ultimo curò il Lupo, il quale scampò alla morte dopo che "il Ragazzo" lo trafisse con la sua spada e lo gettò dalle mura (Stronghold 1).